# Yellow River (nummer)
"Yellow River" is een nummer van de Britse band Christie. Het verscheen op hun debuutalbum Christie uit 1970. Op 23 april van dat jaar werd het uitgebracht als de debuutsingle van de band.

## Achtergrond
"Yellow River" is geschreven door zanger Jeff Christie en geproduceerd door Mike Smith. De locatie van de gele rivier wordt niet expliciet in de tekst benoemd. Christie vertelde dat het nummer gaat over een soldaat die na het eind van de Amerikaanse Burgeroorlog naar huis terugkeert. Aangezien de single ten tijde van de Vietnamoorlog werd uitgebracht, werd het door velen ook geïnterpreteerd als het verhaal van een soldaat die aan het eind van zijn dienstplicht de United States Armed Forces verlaat.
"Yellow River" werd oorspronkelijk geschreven voor The Tremeloes, die een versie opnamen en van plan waren om deze begin 1970 uit te brengen. Deze band koos echter om het zelfgeschreven nummer "By the Way" op single uit te brengen, nadat hun vorige originele compositie "(Call Me) Number One" de tweede plaats in het Verenigd Koninkrijk haalde en nadat zij vonden dat "Yellow River" te poppy was. Deze single kwam niet verder dan plaats 35.
Producer Smith besloot om de stemmen van The Tremeloes uit hun opname van "Yellow River" te verwijderen en te vervangen met een zangpartij van Jeff Christie. Deze versie werd op 23 april 1970 als single uitgebracht en werd een nummer 1-hit in de Britse UK Singles Chart. In de Amerikaanse Billboard Hot 100 kwam het tot plaats 23. Ook behaalde het de nummer 1-positie in onder meer de Finland, Ierland, Mexico en Noorwegen, alsmede in zowel de Vlaamse als Waalse voorloper van de Ultratop 50. In Nederland piekte de single op de vierde plaats in de Top 40 en de Hilversum 3 Top 30.
"Yellow River" is gecoverd door onder meer Elton John, Doyle Lawson & Quicksilver, Leapy Lee, Middle of the Road, Chris Rea, R.E.M. en Bernd Spier. Daarnaast bracht Joe Dassin een versie in het Frans uit met de titel "L'Amérique", die in zijn thuisland een nummer 1-hit werd. In Australië werden lokale opnamen door de bands Jigsaw en Autumn hits.

## Hitnoteringen

### Nederlandse Top 40
| Hitnotering: 30-05-1970 t/m 22-08-1970 | Hitnotering: 30-05-1970 t/m 22-08-1970 | Hitnotering: 30-05-1970 t/m 22-08-1970 | Hitnotering: 30-05-1970 t/m 22-08-1970 | Hitnotering: 30-05-1970 t/m 22-08-1970 | Hitnotering: 30-05-1970 t/m 22-08-1970 | Hitnotering: 30-05-1970 t/m 22-08-1970 | Hitnotering: 30-05-1970 t/m 22-08-1970 | Hitnotering: 30-05-1970 t/m 22-08-1970 | Hitnotering: 30-05-1970 t/m 22-08-1970 | Hitnotering: 30-05-1970 t/m 22-08-1970 | Hitnotering: 30-05-1970 t/m 22-08-1970 | Hitnotering: 30-05-1970 t/m 22-08-1970 | Hitnotering: 30-05-1970 t/m 22-08-1970 | Hitnotering: 30-05-1970 t/m 22-08-1970 |
| Week                                   | 1                                      | 2                                      | 3                                      | 4                                      | 5                                      | 6                                      | 7                                      | 8                                      | 9                                      | 10                                     | 11                                     | 12                                     | 13                                     |                                        |
| -------------------------------------- | -------------------------------------- | -------------------------------------- | -------------------------------------- | -------------------------------------- | -------------------------------------- | -------------------------------------- | -------------------------------------- | -------------------------------------- | -------------------------------------- | -------------------------------------- | -------------------------------------- | -------------------------------------- | -------------------------------------- | -------------------------------------- |
| Nummer                                 | 31                                     | 17                                     | 9                                      | 6                                      | 4                                      | 5                                      | 7                                      | 13                                     | 15                                     | 21                                     | 25                                     | 37                                     | 39                                     | uit                                    |

### Hilversum 3 Top 30
| Hitnotering: 30-05-1970 t/m 01-08-1970 | Hitnotering: 30-05-1970 t/m 01-08-1970 | Hitnotering: 30-05-1970 t/m 01-08-1970 | Hitnotering: 30-05-1970 t/m 01-08-1970 | Hitnotering: 30-05-1970 t/m 01-08-1970 | Hitnotering: 30-05-1970 t/m 01-08-1970 | Hitnotering: 30-05-1970 t/m 01-08-1970 | Hitnotering: 30-05-1970 t/m 01-08-1970 | Hitnotering: 30-05-1970 t/m 01-08-1970 | Hitnotering: 30-05-1970 t/m 01-08-1970 | Hitnotering: 30-05-1970 t/m 01-08-1970 | Hitnotering: 30-05-1970 t/m 01-08-1970 |
| Week                                   | 1                                      | 2                                      | 3                                      | 4                                      | 5                                      | 6                                      | 7                                      | 8                                      | 9                                      | 10                                     |                                        |
| -------------------------------------- | -------------------------------------- | -------------------------------------- | -------------------------------------- | -------------------------------------- | -------------------------------------- | -------------------------------------- | -------------------------------------- | -------------------------------------- | -------------------------------------- | -------------------------------------- | -------------------------------------- |
| Nummer                                 | 30                                     | 16                                     | 8                                      | 6                                      | 4                                      | 4                                      | 8                                      | 13                                     | 24                                     | 30                                     | uit                                    |

### NPO Radio 2 Top 2000
| Nummer met noteringen in de NPO Radio 2 Top 2000 | '99  | '00-'02 | '03  |
| ------------------------------------------------ | ---- | ------- | ---- |
| Yellow River                                     | 1745 | -       | 1582 |

1. ↑  Een '-' betekent dat het nummer niet was genoteerd en een vetgedrukt getal geeft de hoogste notering aan.
2. ↑  Deze tabel is bijgewerkt tot en met de laatste editie (2024).